# Asha Patera
Asha Patera est une patera, ou un cratère aux pentes escarpées, située sur le satellite galiléen Io de la planète Jupiter. Elle mesure approximativement 108 km de diamètre et est localisée par 8,84° S et 225,58° W. Elle est nommée ainsi selon le principe de vérité Zoroastrien. Son nom a été adopté par l'union astronomique internationale en 1979,. Les paterae Reiden Patera et Kami-Nari Patera sont toutes deux situées à l'ouest d'Asha.